# Sedum inconspicuum
Sedum inconspicuum är en fetbladsväxtart som beskrevs av Hand.-mazz.. Sedum inconspicuum ingår i Fetknoppssläktet som ingår i familjen fetbladsväxter. Inga underarter finns listade i Catalogue of Life.